# Vector (matemàtiques)
Un vector és qualsevol element d'un espai vectorial i, per extensió, d'un mòdul sobre un anell commutatiu unitari. Cal doncs entendre que un polinomi, una matriu quadrada, una progressió aritmètica, etc. són vectors de la mateixa manera que ho són {\displaystyle x{\vec {i}}+y{\vec {j}}} en el pla i també {\displaystyle x{\vec {i}}+y{\vec {j}}+z{\vec {k}}} en {\displaystyle \mathbb {R} ^{3}} ... amb tantes components com dimensions té l'espai vectorial.
Inicialment, el terme de vector era emprat en la geometria euclidiana per a representar el desplaçament entre dos punts i la variació entre les coordenades dels dos punts. Actualment es prefereix el terme de bipunt per referir-se, per exemple a {\displaystyle {\overrightarrow {AB}}}, reservant el qualificatiu de vector pels vectors lliures, el punt d'aplicació dels quals pot ser qualsevol de l'espai.
En el pla o en l'espai tridimensional, és un segment orientat, que té una direcció (inclinació del segment respecte als eixos de coordenades), un sentit (de l'origen fins a l'extrem on es col·loca la punta de la fletxa) i un mòdul (llargada del segment, mesurant des de l'origen fins a l'extrem).

## Representació dels vectors
Els vectors se solen representar en negreta (v), mitjançant una fletxa a sobre d'aquest ({\displaystyle {\vec {v}}}), amb una titlla ({\displaystyle {\tilde {v}}}) o bé, generalment quan s'escriuen a mà, subratllats (v). També si el context ho fa evident es pot obviar aquesta notació quan s'escriu a mà i escriure'l senzillament amb una sola lletra ({\displaystyle v}). Mentre que en el camp de les matemàtiques se sol optar per aquesta darrera possibilitat, en la física se sol usar l'opció de la fletxa a sobre, però, en general, aquest ús varia en funció de factors diversos. En aquest article s'acostumarà a donar preferència a la primera forma esmentada.
En gràfics i diagrames, els vectors del pla o de l'espai se solen representar com a fletxes, com podeu veure en aquest exemple:
On A és l'origen del bipunt i B el seu extrem; s'escriu {\displaystyle {\overrightarrow {AB}}}. El vector en canvi no està associat a cap punt.
En diagrames de dues dimensions, sovint es necessita representar vectors perpendiculars al pla del diagrama. En aquests casos, i per diferenciar els dos sentits possibles s'usa una notació de punts o creus. S'utilitza el símbol de la creu (⊗) per a indicar vectors que entren al pla de projecció del diagrama en el sentit contrari a l'observador. Per als vectors que surten del pla de projecció en direcció a l'observador s'utilitza un punt (⊙).

Vector que entra al pla (esquerra) i vector que surt del pla (dreta).

### Representació en espais euclidians
En un espai euclidià d'n dimensions, els vectors poden ésser representats com a combinació lineal de n vectors unitaris, sempre que aquests vectors siguin generadors de l'espai. Per exemple, a {\displaystyle \mathbb {R} ^{3}}, s'acostumen a anomenar els vectors unitaris paral·lels als eixos x, y i z com a {\displaystyle {\vec {i}}}, {\displaystyle {\vec {j}}} i {\displaystyle {\vec {k}}} respectivament. Qualsevol vector {\displaystyle {\vec {a}}\in \mathbb {R} ^{3}} pot ser escrit com a {\displaystyle {\vec {a}}=a_{1}{\vec {i}}+a_{2}{\vec {j}}+a_{3}{\vec {k}}}, on aquests tres nombres reals a1, a₂ i a₃ deixen unívocament definit el vector.
A vegades i per a simplificar la notació, el vector {\displaystyle {\vec {a}}} s'escriu com a {\displaystyle {\vec {a}}=(a_{1},a_{2},a_{3})} - matriu fila - o bé amb la matriu columna: {\displaystyle {\vec {a}}={\begin{bmatrix}a_{1}\\a_{2}\\a_{3}\\\end{bmatrix}}}
Tot i que aquesta notació no indica la dependència de les coordenades a1, a2 i a3 respecte a l'específic sistema de referència format per {\displaystyle {\vec {i}}}, {\displaystyle {\vec {j}}}, {\displaystyle {\vec {k}}}.

### Representació algebraica
En àlgebra lineal, els vectors s'expressen en forma de matriu columna o vector columna, emprant negreta per denotar que es tracta d'un vector (en lloc d'un escalar):
{\displaystyle {\boldsymbol {x}}={\begin{bmatrix}x_{1}\\x_{2}\\x_{3}\\\end{bmatrix}}}
Per simplificar l'escriptura de vectors columna, a vegades s'escriuen com un vector fila transposat:
{\displaystyle {\boldsymbol {x}}={\begin{bmatrix}x_{1}\;x_{2}\;\dots \;x_{m}\end{bmatrix}}^{\rm {T}}}
o bé,
{\displaystyle {\boldsymbol {x}}={\begin{bmatrix}x_{1},x_{2},\dots ,x_{m}\end{bmatrix}}^{\rm {T}}}

## Operacions amb vectors a R² i R3

### Addició i subtracció de vectors
La suma de vectors es defineix de la manera següent: les components del vector suma són la suma de les components dels sumands. Com que restar és sumar l'oposat, i que l'oposat del vector {\displaystyle {\vec {v}}} és el vector que té com a components l'oposat de les components de {\displaystyle {\vec {v}}}, la subtracció queda també definida.
- En el pla, s'escriu així:

Si {\displaystyle {\vec {u}}} = {\displaystyle (u_{1},u_{2})} i {\displaystyle {\vec {v}}} = {\displaystyle (v_{1},v_{2})}; {\displaystyle {\vec {w}}} = {\displaystyle {\vec {u}}} + {\displaystyle {\vec {v}}} ={\displaystyle (u_{1}\;+\;v_{1},u_{2}\;+\;v_{2})} on {\displaystyle {\vec {w}}} és el vector resultant,
i es representa així:

#### Propietats de la suma i la subtracció de vectors
- Commutativa: {\displaystyle {\vec {u_{1}}}+{\vec {u_{2}}}={\vec {u_{2}}}+{\vec {u_{1}}}}
- Associativa: {\displaystyle ({\vec {u_{1}}}+{\vec {u_{2}}})+{\vec {u_{3}}}={\vec {u_{1}}}+({\vec {u_{2}}}+{\vec {u_{3}}})}
- {\displaystyle {\vec {u_{1}}}+{\vec {0}}={\vec {u_{1}}}}
- {\displaystyle {\vec {u_{1}}}-{\vec {u_{2}}}={\vec {u_{1}}}+(-{\vec {u_{2}}})}
- {\displaystyle {\vec {u_{1}}}-{\vec {u_{1}}}={\vec {0}}}

### Multiplicació per un escalar
Els vectors es poden multiplicar per un nombre real {\displaystyle k}, que s'anomena escalar (ja que no és un element de l'espai vectorial). El vector resultant té les components del vector original multiplicades per l'escalar. En el pla:
Si {\displaystyle {\vec {v}}} = {\displaystyle (v_{1},v_{2})}, llavors {\displaystyle k\cdot {\vec {v}}} = {\displaystyle (k\cdot v_{1},k\cdot v_{2})}

### Mòdul d'un vector
El mòdul (longitud del segment que va de l'origen a l'extrem en les unitats dels eixos de coordenades) es calcula aplicant el teorema de Pitàgores a les seves components, ja que representen els catets del triangle.
El mòdul d'un vector v s'escriu {\displaystyle \left\|{\vec {v}}\right\|}. En el pla es calcula així:
Si {\displaystyle {\vec {v}}} = {\displaystyle (v_{1},v_{2})}; {\displaystyle \left\|{\vec {v}}\right\|} = {\displaystyle {\sqrt {v_{1}^{2}+v_{2}^{2}}}\,}
Aquestes operacions es poden generalitzar a un espai n-dimensional.